# Jordanoleiopus zanzibaricus
Jordanoleiopus zanzibaricus är en skalbaggsart som beskrevs av Stefan von Breuning 1967. Jordanoleiopus zanzibaricus ingår i släktet Jordanoleiopus och familjen långhorningar. Inga underarter finns listade i Catalogue of Life.